# آسترازينيكا
آسترازينيكا (بالإنجليزية: AstraZeneca)‏ هي شركة بريطانية سويدية متعددة الجنسيات يقع مقرها الرئيسي في كامبريدج بإنجلترا، متخصصة في صناعة الأدوية والمستحضرات الصيدلانية الحيوية. تصنع آسترازينيكا عدد من المنتجات الدوائية لعلاج معظم الأمراض الرئيسية المنتشرة حول العالم، بما في ذلك أدوية السرطان، القلب، الأوعية الدموية، الجهاز الهضمي، العدوى، الجهاز التنفسي والالتهابات. آسترازينيكا إي بي، الذراع السويدي للشركة، هي شركة فرعية تابعة للشركة الأم آسترازينيكا.
تأسست الشركة في سنة 1999 كنتيجة لاندماج شركة أسترا إي بي السويدية ومجموعة زينيكا البريطانية (التي تشكلت هي الأخرى سنة 1993 كنتيجة لفصل العمليات الصيدلانية عن الشركة الإمبراطورية للصناعات الكيماوية وتوكيلها لشركة متخصصة). بعد هذا الاندماج، أصبحت من بين أكبر شركات الأدوية في العالم، حيث قامت بالعديد من عمليات الاستحواذ. بما في ذلك شركة كامبريدج لتكنلوجيا الأجسام المضادة، شركة ميد إيمون، شركة سبيروجين وشركة ديفينينينز.
تتمركز مقرات الأبحاث والتطوير التابعة لشركة آسترازينيكا في ثلاثة مناطق إستراتيجية هي: كامبريدج (إنجلترا) غوتنبرغ (السويد) وغايثرسبيرغ (الولايات المتحدة).
تمتلك شركة آسترازينيكا قائمة رئيسية في بورصة لندن ، حيث تعتبر أحد أهم مكونات مؤشر فوتسي 100. كما لديها أيضا قوائم إدراج ثانوية في بورصة ستوكهولم، بورصة نازداك، بورصة بومباي والبورصة الهندية الوطنية.

## تاريخ
تأسست شركة أسترا إي بي في سنة 1913 في بلدة سودرتاليا السويدية، على يد 400 طبيب وطبيب بديل. في وقت لاحق من سنة 1993، قامت الشركة الإمبراطورية للصناعات الكيماوية المعروفة اختصارا باسم ICI (شركة تتألف من اتحاد أربع شركات كيماوية بريطانية) بفصل أعمالها في مجال المستحضرات الصيدلانية عن أعمال الشركات في مجال للكيماويات الزراعية، لتشكيل شركة متخصصة هي مجموعة مجموعة زينيكا. بحلول سنة 1999  اندمجت أخيرا شركتا أسترا إي بي ومجموعة زينيكا لتشكيل شركة أسترا زنيكا المحدودة، التي أصبح مقرها في لندن. في نفس السنة، أنشأت أسترا زنيكا موقعا جديدا لقاعدة الشركة في الولاية المتحدة الأمريكية، "فايرفاكس بلوس في شمالي ويلمنغتون (ديلاوير).

### 2000-2006
في سنة 2002، تمت الموافقة على دواء أسترا زنيكا المسمى إيريسا في اليابان كعلاج مركب لسرطان الرئة ذي الخلايا غير الصغيرة. وبوصول 3 يناير 2004، شكل الدكتور روبرت نولان، المدير السابق لشركة أسترا زنيكا، فريق إدارة زي ميديكال. بحلول سنة 2005، استحوذت الشركة على كودوس فارماسوتيكال، وهي شركة بريطانية متخصصة في التكنولوجيا الحيوية، مقابل 120 مليون جنيه إسترليني. ودخلت في اتفاقية تعاون مع شركة أستيكس لمكافحة السرطان، كما أعلنت أيضا أنها أصبحت عضوا ماسيا في منظمة بنسلفانيا للتجارة الحيوية. في سنة 2006، وبعد علاقة تعاونية بدأت منذ سنة 2004، استحوذت أسترا زنيكا على شركة كامبريدج لتكنلوجيا الأجسام المضادة مقابل 702 مليون جنيه إسترليني.

### سنتي 2007-2012
في فبراير 2007، وافقت أسترازينيكا على شراء أروو تيرابوتيكز، وهي شركة متخصصة في مجال اكتشاف وتطوير العلاجات المضادة للفيروسات، مقابل 150 مليون دولار أمريكي. بعد بضعة أيام، استحوذت أسترازينيكا على شركة ميدإيمون الأمريكية مقابل 15.2 مليار دولار أمريكي. كان ذلك بهدف الحصول على لقاحات الإنفلونزا وعلاج مضاد للفيروسات للرضع؛ قامت أسترازينيكا لاحقا بدمج جميع عملياتها في مجال البيولوجيا في قسم بيولوجي مخصص يسمى ميدإيمون.
بحلول سنة 2010، استحوذت أسترازينيكا على شركة نوفيكسيل كورب، وهي شركة مختصة في اكتشاف المضادات الحيوية تأسست سنة 2004 كفرع لقسم مكافحة العدوى التابع لسانوفي أفونتيس. حصلت أسترازينيكا من خلال هذا الاستحواذ على المضاد الحيوي التجريبي إن إكس إل 104.
في سنة 2011، استحوذت أسترازينيكا على شركة غوانغدونغ بيكانغ للأدوية، وهي شركة صينية تعمل في مجال الأدوية. في فبراير 2012، أعلنت أسترازينيكا وأمجين عن بداية تعاون في مجال علاجات موجهة ضد الأمراض الالتهابية. في أبريل من نفس السنة، استحوذت أسترازينيكا على أرديا بيوساينسيز وهي شركة أخرى متخصصة في التكنولوجيا الحيوية، مقابل 1.26 مليار دولار.
بحلول يونيو 2012، أعلنت شركتا أسترازينيكا وبريستول مايرز سكويب عن صفقة من مرحلتين للاستحواذ المشترك على شركة أميلين فارماسوتيكالز الناشطة في مجال التكنولوجيا الحيوية. تم الاتفاق على أن تستحوذ شركة بريستول مايرز على أميلين مقابل 5.3 مليار دولار وتحصل على دين بقيمة 1.7 مليار دولار، مع قيام أسترازينيكا بدفع 3.4 مليار دولار نقدًا إلى بريستول مايرز، ويتم دمج أميلين في مشروع مشترك بينهما في مجال مرض السكري.

### 2013 وإعادة الهيكلة
أعلنت أسترازينيكا بحلول مارس 2013 عن خطط لإعادة هيكلة الشركات الكبرى التابعة لها، بما في ذلك إغلاق أنشطة البحث والتطوير في كل من ألديرلي بارك ولوغبوروغ في المملكة المتحدة وفي لوند في السويد، واستثمار مايعادل 500 مليون دولار في بناء منشأة بحث وتطوير جديدة في كامبردج وتركيز البحث والتطوير في ثلاثة مواقع: كامبريدج في المملكة المتحدة وغايثرسبيرغ (وهو موقع ميدإمون، أين ستركز على أدوية التكنولوجيا الحيوية) في الولايات المتحدة ومولندال (بالقرب من غوتنبرغ) في السويد للبحث في العقاقير الكيميائية التقليدية. أعلنت أسترازينيكا أيضا أنها ستنقل بحلول سنة 2016 مقر الشركة الرئيسي من لندن إلى كامبريدج. تضمن هذا الإعلان أيضا إلغاء 1600 وظيفة؛ بعد ثلاثة أيام من ذلك أعلنت أنها ستلغي 2300 وظيفة إضافية. كما أعلنت أنها ستركز في أبحاثها على ثلاثة مجالات علاجية:
- التهابات الجهاز التنفسي؛
- أمراض المناعة الذاتية، القلب والأوعية؛
- الأمراض المتعلقة بالأيض والأورام.

بحلول أكتوبر 2013، أعلنت أسترازينيكا أنها ستستحوذ على شركة سبيروجين العاملة في مجال التكنولوجيا الحيوية وبحوث الأورام، مقابل حوالي 440 مليون دولار أمريكي.

### 2014
رفضت أسترازينيكا بحلول 19 مايو 2014 «العرض النهائي» المقدم من شركة فايزر، والذي قيم الشركة بمبلغ 69.4 مليار جنيه إسترليني (117 مليار دولار أمريكي)، مايعادل 55 جنيها إسترلينيا للسهم الواحد. لهذا الغرض كانت الشركتان تجتمعان منذ يناير 2014. لو تمت عملية الاستحواذ هذه، لأصبحت شركة فايزر أكبر شركة لصناعة الأدوية في العالم. ولكانت هذه الصفقة أيضا أكبر عملية استحواذ أجنبية على شركة بريطانية. بغض النظر عن رفض أسترازينيكا، فقد عارض هذه الصفقة الكثيرون في بريطانيا، بمن فيهم سياسيون وعلماء.
في يوليو 2014، أبرمت أسترازينيكا صفقة مع شركة ألميرال الاسبانية للاستحواذ على فرعها ألميرال سوفوتيك، وبالتالي الاستحواذ على حقوق عقار إكليرا الذي طورته لعلاج داء الانسداد الرئوي المزمن. تضمنت الصفقة البالغ قيمتها 2.1 مليار دولار أمريكي تخصيص 1.2 مليار دولار أمريكي لتطوير براءات الاختراع المتعلقة بالجهاز التنفسي، وهو أحد المجالات العلاجية الثلاثة التي تستهدفها شركة أسترازينيكا والتي تم الإعلان عنها في العام السابق.
في أغسطس 2014، أعلنت الشركة أنها دخلت في تعاون لمدة ثلاث سنوات مع شركة ميتسوبيتشي تانا فارما اليابانية لتطوير علاجات لمرض اعتلال الكلى السكري. بحلول سبتمبر من نفس السنة، تعاونت أسترازينيكا مع شركة إيلي ليلي لتطوير وتسويق مثبط أنزيم البيتا سيكريتاز 1 (AZD3292) المرشح استخدامه لعلاج مرض آلزهايمر. يمكن ان تصل قيمة هذه الصفقة إلى 500 مليون دولار أمريكي. في نوفمبر 2014 وافقت شركة ميدإمون (ذراع أستازينيكا في مجال عمليات البحث وتطوير المستحضرات الدوائية الحيوية) على الاستحواذ على شركة ديفينينز مقابل أكثر من 150 مليون دولار أمريكي. بالموازاة مع ذلك، بدأت الشركة أيضا تعاونا تجريبيا في على مرحلتين مع فارماسيكليكز ويانسن بايوتك للتحقيق في العلاجات المشتركة. خلال نفس الشهر، وافقت الشركة على بيع أعمالها الخاصة بعلاج الحثل الشحمي لشركةايغيريون فارماسوتيكالز مقابل 325 مليون دولار أمريكي.
بحلول ديسمبر، تلقت الشركة موافقة مستعجلة من إدارة الغذاء والدواء الأمريكية على استخدام دواء أولاباريب لعلاج النساء المصابات بسرطان المبيض المتقدم ولديهم طفرة على مستوى جين الـBRCA. المعيار الرئيسي الذي يحكم موافقة إدارة الغذاء والدواء، هو قدرة الدواء على تقليص الأورام لدى المرضى لمدة 7.9 شهرا.

### 2018
بحلول فبراير 2018، أعلنت أسترازينيكا أنها بصدد تفويت ستة من عقاقيرها التجريبية في مراحلها المبكرة إلى شركة جديدة للتكنولوجيا الحيوية، تُعرف باسم فييلا بيو، بقيمة 250 مليون دولار أمريكي.

### 2019
في مارس 2019، أعلنت أسترازينيكا أنها ستقدم ما يصل إلى 6.9 مليار دولار أمريكي لشركة دايشي سانكييو مقابل العمل معها على أحد العلاجات التجريبية لسرطان الثدي. تخطط أسترازينيكا لاستخدام جزء من عائدات إصدار أسهم بقيمة 3.5 مليار دولار أمريكي لتمويل هذه الصفقة. أدى إبرام هذه الصفقة، التي تخص العقار المعروف تحت اسم تراستوزماب ديروكسليكان إلى ارتفاع أسهم شركة دايشي اليابانية بنسبة 16 في المائة. بحلول شهر سبتمبر، أعلنت الشركة أنها ستتوقف عن إنتاج الأدوية في مقرها الألماني الواقع في فيدل، وكنتيجة لذلك سيفقد ما لا يقل عن 175 عامل وظيفته مع نهاية سنة 2021.
في أكتوبر 2019، أعلنت أسترازينيكا أنها ستبيع الحقوق التجارية العالمية لعقارها المستخدم في علاج ارتداد الحمض إلى شركة الأدوية الألمانية تشيبلافارم أرزنيميتيل جي إم بي إتش مقابل 276 مليون دولار أمريكي.

### 2020
في فبراير 2020، وافقت أسترا زنيكا على تفويت حقوقها العالمية (باستثناء أوروبا وكندا وإسرائيل) التي تخص عقار موفانتيك لصالح شركة  ريدهيل بيوفارما.
بحلول يونيو 2020، شرعت أسترا زنيكا في صياغة مقاربة أولية تجاه شركة الأدوية المنافسة غيلياد ساينسز في أفق اندماج محتمل تبلغ قيمته حوالي 240 مليار دولار أمريكي. ومع ذلك، تم إلغاء هذه المقاربة لاحقا لأنها كانت ستشتت انتباه الشركة عن الخطوات والجهود المستمرة والتي تقودها  بهدف تطوير لقاح لفيروس كورونا المستجد.
في يوليو من نفس السنة، دخلت الشركة في إطار علاقة تعاون آخر مع دايتشي سانكيو بهدف تطوير عقار دي إس 1062، وهو دواء مترادف مع العلاج بالأجسام المضادة. قد تصل قيمة هذه الصفقة إلى حوالي 6 مليارات دولار أمريكي ستقدمها أسترا زنيكا الشركة دايتشي. 
أعلنت أسترا زنيكا في سبتمبر 2020، أنها استحوذت مقابل مبلغ لم يكشف عنه على البرنامج قبل السريري لمثبط أنزيم البروبروتين كونفرتيز السوبتيليزين أوالكيكسين من النوع التاسع (PCSK9) الذي يأخذ عبر الفم، وهو برنامج بحثي قادته شركة دوغما تيرابوتيكس.
بحلول ديسمبر 2020، أعلنت شركة أسترا زنيكا أنها ستستحوذ على شركة أليكسون فارماسوتيكالز في إطار صفقة تقدر قيمتها بـ 39 مليار دولار.
في 27 ديسمبر 2020، قال رئيس أسترا زنيكا السيد باسكال سوريوت إنهم اكتشفو بالتعاون مع جامعة أكسفورد ما أطلق عليه اسم "الصيغة الفائزة للقاح كوفيد-19 القائم على نظام الجرعتين. في 30 ديسمبر 2020، وافقت المملكة المتحدة على الاستخدام الطارئ للقاح أسترا زنيكا لمواجهة جائحة فيروس كورونا المستجد.

### 2024
في 5 يونيو 2024 صرّحت أسترازينيكا أنه استحوذت على شركة الأدوية فيوجن فارما سيوتيكالز المختصة بالأدوية الحيوية في المرحلة السريرية، مقابل مبلغ 2,4 مليار دولار.

## النشاط
تنشط أسترازينيكا أساسا في سبعة مجالات علاجية رئيسية هي: أمراض السكري والتخدير وأمراض القلب والأمراض المعدية وأمراض الجهاز الهضمي والأورام والأعصاب وأمراض الرئة.

### الادوية البتيمة
في أبريل 2015، تمت الموافقة على عقار التريميليموماب الذي طورته أسترازينيكا كدواء يتيم لعلاج ورم الظهارة المتوسطة في الولايات المتحدة. بحلول فبراير 2016، أعلنت شركة أسترازينيكا أن التجربة سريرية لعقار التريميليموماب كعلاج لورم الظهارة المتوسطة قد فشلت في تلبية متطلبات نقطة النهاية الأولية، المتمثلة في تحسين نسبة بقاء المرضى على قيد الحياة.

### النشاط كمجموعة ضغط (اللوبي)
وفقًا لمركز السياسة المستجيبة ، بلغت نفقات الضغط الذي مارسته أسترا زينيكا في الولايات المتحدة سنة 2017 ما قيمته 2,39 مليون دولار. أسترازينيكا مسجلة منذ 2011 في مكتب الشفافية الخاص بممثلي مكاتب المفوضية الأوروبية. في سنة 2017، أعلنت أنها قد أنفقت لهذا الغراض ما يتراوح بين 700000 و 800000 يورو سنويا.
في سنة 2019، أعلنت شركة أسترازينيكا للهيئة العليا لشفافية الحياة العامة عن قيامها بأنشطة ضغط في فرنسا بمبالغ تتراوح بين 200 و 300000 يورو.

## الاستجابة ضد جائحة كورونا 2019
في مارس 2020، أعلنت شركة أسترا زنيكا أنها ستتبرع بكمية مهمة من معدات الوقاية الشخصية، بما في ذلك 9 ملايين قناع للوجه، للمساعدة في دعم مختلف المنظمات الصحية الدولية للتخفيف من آثار جائحة فيروس كورونا المستجد.
بحلول شهر أبريل، أفاد الرئيس التنفيذي للشركة، السيد باسكال سوريوت، أن أسترا زنيكا تعمل مع شركة غلاكسو سميث كلاين وجامعة كامبريدج لتطوير مختبر جديد قادر على إجراء 30 ألف اختبار كوفيد-19 يوميا. كما أعلنت الشركة أيضا عن خطط لإجراء تجربة سريرية لتقييم الاستخدام المحتمل لدواء كالكوينس في علاج فيروس كوفيد-19.
أكد المعهد الوطني للحساسية والأمراض المعدية(NIAID) في يونيو 2020، أن المرحلة الثالثة من اختبار اللقاحات المحتملة التي طورتها جامعة أكسفورد وأسترازينيكا ستبدأ شهر يوليو 2020. أهم هذه القاحات كان لقاح إي زد دي 1222، والذي وصل إلى المرحلة الثالثة من التجارب.
في 23 نوفمبر 2020، أعلنت جامعة أكسفورد وأسترازينيكا عن نجاح تجربة لقاحهما المضاد لفيروس كورونا، حيث منع ظهور الأعراض لدى 70 في المائة من الأشخاص الذين تلقو اللقاح. يعتقد الباحثون أن هذا الرقم قد يصل إلى 90 في المائة عن طريق إجراء تعديل على الجرعة.
بحلول يناير 2021، وافقت الهند على لقاح كوفيد 19 الذي طورته أسترازينيكا وجامعة أكسفورد، مما يمهد الطريق لحملة تلقيح ضخمة في ثاني أكبر دولة في العالم من حيث عدد السكان. أُعلن أن جرعات لقاح أسترازينيكا وجامعة أكسفورد ستصنع محليا من طرف معهد مصل الهندي (SII) تحت اسم كوفيشيلد.

## التنظيم
يقع المقر الرئيسي لشركة أسترازينيكا في كامبريدج بالمملكة المتحدة، كما تقع مراكز البحث والتطوير الرئيسية في كل من كامبريدج (المملكة المتحدة)، وغايثرسبيرغ (ماريلاند، الولايات المتحدة)، غوتنبرغأو بالأحرى مولندال (السويد) ووارسو (بولندا). حيث تشغل ما يقرب من 70000 موظف حول العالم، يعملون في مجالات البحث والتطوير وتصنيع وبيع الأدوية وتوفير خدمات الرعاية الصحية. اعتبارا من سنة 2008، حصل ديفيد برينان على 1574144 دولارا أمريكي كتعويض لقاء دوره كرئيس تنفيذي لشركة أسترازينيكا. بحلول 26 أبريل 2012، تم الإعللن عن أن برينان سيتقاعد في وقت مبكر من شهر يونيو من نفس العام. بحلول أغسطس 2012، عين باسكال سوريوت مكانه كرئيس تنفيذي للشركة.
أعلن أيضا أن ليف يوهانسون سيخلف لويس شويرتزر في منصب رئيس مجلس الإدارة غير التنفيذي بحلول 1 يونيو 2012، أي قبل ثلاثة أشهر مما تم الإعلان عنه سابقا، وسيصبح لاحقا رئيسا للجنة التعيين والحوكمة بعد الاجتماع العام السنوي للشركة لسنة 2012.